# Травление (фотолитография)
Травление в литографии (англ. etching in lithography) — этап фотолитографического процесса, заключающийся в полном или частичном удалении слоя материала микросхемы (оксид, металл, полупроводник) на участках, не защищённых маской фоторезиста.
Жидкостное травление обладает высокой селективностью, но является изотропным и происходит не только в направлении, перпендикулярном поверхности подложки, но и горизонтально, под слой резиста. Вследствие этого детали вытравленного рисунка по размеру оказываются больше, чем соответствующие детали маски.

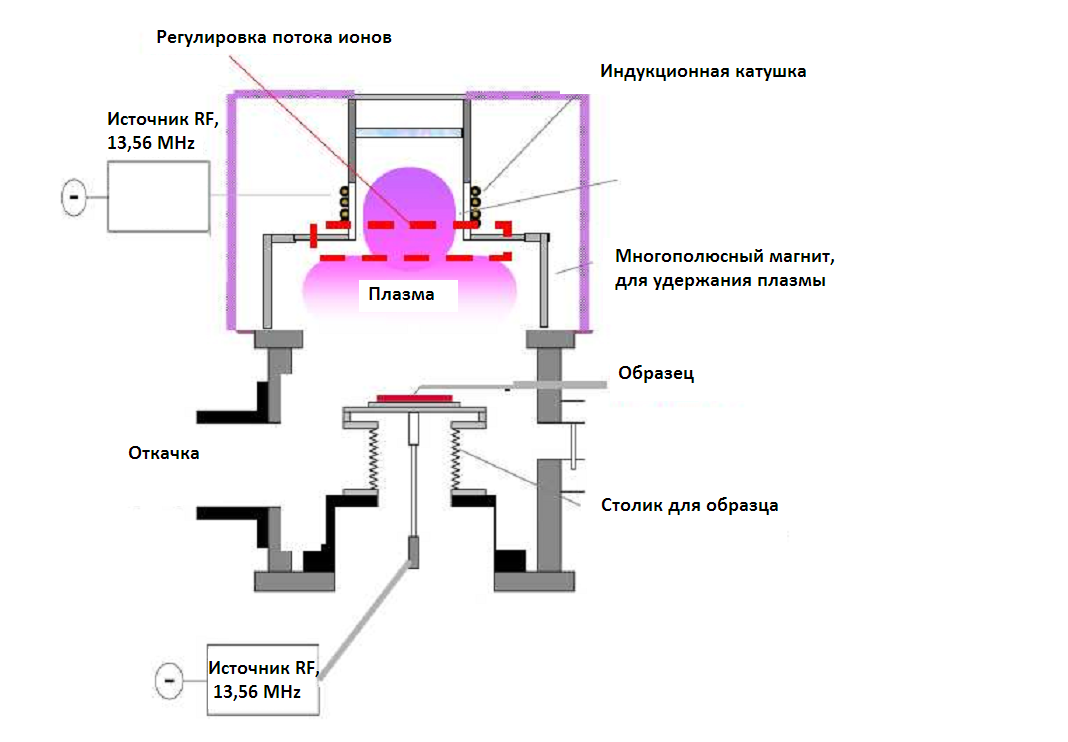
Схема установки для реактивного ионного травления

Наиболее часто используется реактивное ионное травление, при котором подложка, покрытая маской, подвергается воздействию плазмы, возбужденной высокочастотным электрическим полем. Радикалы и нейтральные частицы плазмы участвуют в химических реакциях на поверхности, образуя летучие продукты, а положительные ионы плазмы бомбардируют поверхность и выбивают атомы с незащищенных участков подложки. Для каждого материала, подвергаемого сухому травлению, подбирается соответствующий реактивный газ. Так, например, органические резисты травят в кислородсодержащей плазме (CF4 + O2), алюминий — в хлорсодержащей плазме (Cl2, CCl4, BCl3, BCl3 +Cl2, BCl3 + CCl4 +O2), кремний и его соединения травят хлор- и фторсодержащей плазмой (CCl4 + Cl2 + Ar, ClF3 + Cl2, CHF3, CF4 + H2, C2F6). Недостаток сухого травления — меньшая, по сравнению с жидкостным травлением, селективность. Вариантом сухого анизотропного травления является ионно-лучевое травление. В отличие от реактивного ионного травления, сочетающего физический и химический механизмы, ионно-лучевое травление определяется только физическим процессом передачи импульса. Ионно-лучевое травление является универсальным, пригодно для любого материала или сочетания материалов и обладает наивысшей среди всех методов травления разрешающей способностью, позволяя получать элементы с размером менее 10 нм.